# مخل مركب

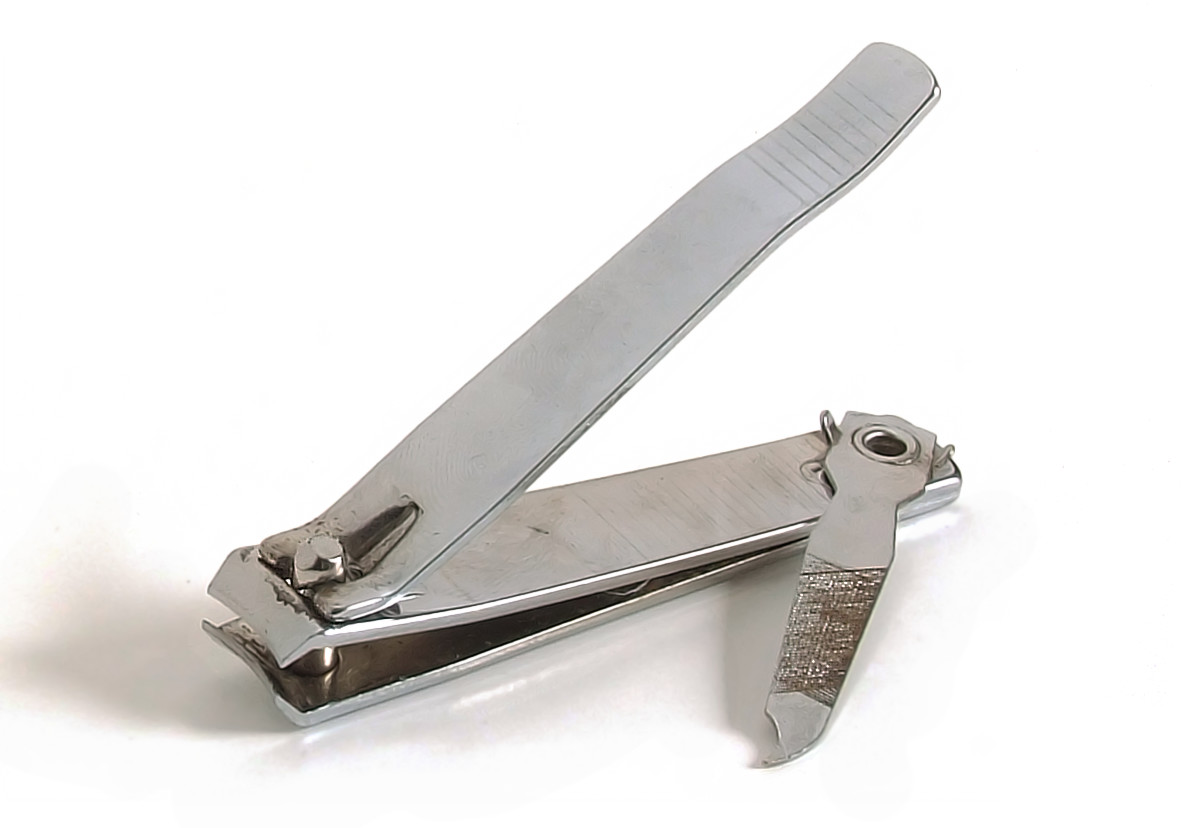
قصاصة الأظافر، هي مثال بسيط للمُخل المركب.

المُخْل المُركَّب، (بالإنجليزية: Compound lever)، هو مُخْل تعمل بفرضية تأثير مقاومة ذراع، في نظام مكون من عدة أذرع على الذراع التالي له وهكذا، وعليه فإن القوة المؤثرة على أحد الأذرع ستنتقل إلى الأذرع الأخرى. تعتمد كافة الموازين تقريبًا على نفس مبدأ المخلات المركبة، ومن الأمثلة أيضًا قصاصة الأظافر وأزرار البيانو.

## التاريخ
ترجع أقدم كتابات باقية متعلقة بالمُخلات لأرخميدس في القرن الثالث قبل الميلاد. وتعد مقولة أرخميدس "أعطوني مكانًا لأرتكز عليه، وسوف أحرك كوكب الأرض باستخدام مُخْل" (بالإنجليزية: "Give me a place to stand, and I shall move the earth with a lever") توثيقًا لتحقيق أرخميدس للمبدأ الرياضي الصحيح للمُخْلات.
تنسب فكرة المُخلات المركبة إلى المخترع جون ويات عام 1743، بعدما صمّم آلة وزن تستخدم أربعة روافع مركبة لنقل الحمل من منصة التحميل إلى مُخْل في المنصف يمكن قياس الوزن منها.

## الفائدة الميكانيكية
يستخدم ذراع المُخْل نقطة ارتكاز لرفع الحمل لمضاعفة القوة المؤثرة. عمليًا، قد تعيق ظروف التشغيل إمكانية استخدام مُخْل واحد لتحقيق النتيجة المطلوبة، على سبيل المثال بسبب ضيق المساحة، أو غير ملائمة نقطة رفع الثقل أو النقطة المراد نقل القوة إليها بعد مضاعفتها، أو أن يكون مقدار القوة المطلوبة كبير فيتطلب ذراع بطول كبير جدًا. لذا تستخدم في هذه الحالات تركيبة من عدة روافع بسيطة، يسمى مُخْل مركب. يمكن تكوين المُخْلات المركبة من ثلاث أنواع مختلفة للمُخْلات. وفي الأنواع كافة، تكون القاعدة في مضاعفة القوة هي تساوي نسبة مضاعفة القوة مع حاصل ضرب القوة المؤثرة في طول ذراع القوة المؤثرة. وتصبح القوة الناتجة من مضاعفة القوة الأولى هي القوة المدخلة للذراع التالي في النظام، وعليه فالفائدة الميكانيكية يتم تكبيرها بالتتابع.
في الصورة الموضحة على اليسار، تتكون هذا المُخْل المركب من مُخْلين من النوع 1، وتوضح المعادلات خطوات حساب القوة تدريجًا من القوة الأولى المؤثرة (F) حتى تنتقل بعد تكبيرها إلى النقطة (A')، وتنتقل بالتبعية إلى (B)، وبعد ذلك تصبح القوة التي تمت مضاعفتها من القوة الأصلية (F) في الذراع الأول لتصبح (F')، والتي انتقلت كما هي من نقطة (A') إلى (B') من خلال وصلة فقط دون مُخْل، أصبحت هي القوة المدخلة إلى الذراع الثاني، والذي سيعمل بدوره على مضافتها من (F') إلى (W).
ولحساب الفائدة الميكانيكية هنا باستخدام الأبعاد الموضحة في الصورة، نقسم القوة المستفادة في نهاية المُخْل المركب (W) إلى القوة الأصلية التي أثرنا بها في بداية المُخْل المُخْل (F)، وعليه فإن:
الفائدة المركبة = 9 × 103 × 4 = 7.5، مما يعني أنه إذا أثرنا بقوة تساوي (1 نيوتن)، سنتمكن من رفع ثقل له وزن (7.5 نيوتن) وذلك باستخدام المُخْل المركب.
وإذا حركنا نقطة الارتكاز في الذراع الأول (AA') بحيث تصبح المسافة (A1) تساوي 4 وحدات، والمسافة (A2) تساوي 9 وحدات، ستصبح القوة المنتقلة إلى نهاية المُخْل المركب تساوي القوة الأصلية، وبذلك نحسب الفائدة الميكانيكية لتساوي 4 × 99 × 4 = 1، أي أن القوة المؤثرة سترفع وزن مساو تمامًا لها، ولن يحدث أية مضاعفة للقوة. لا يكون ذلك هو الهدف المرجو من المخلات المركبة عادة، لكنه يطبق أحيانًا في حالات خاصة، مثل الرغبة في نقل القوة فحسب دون الحاجة لتكبيرها.

حساب الفائدة الميكانيكية لقصافة أظافر.

تقاس المسافات العمودية على القوة في حساب الفائدة الميكانيكية. في مثال قصافة الأظافر (مُخْل مركبة من مُخلين (إحداهما من النوع 2، والأخرى من النوع 3) نجد أن القوة المؤثرة تكون رأسية، أي ليست عمودية على الذراع المائل، لذا نستخدم المسافات الأفقية لحساب الفائدة الميكانيكة. في هذا المثال تساوي الفائدة الميكانيكية W/F، أي تساوي (7 + 1) × 61 × (6 + 2) = 6.
بحيث:
- (7 + 1) سم = 8 سم هي المسافة الأفقية بين نقطة تأثير القوة ونقطة الارتكاز في المُخْل الأولى
- تنتقل القوة المؤثرة بعد تكبيرها في المُخْل الأولى إلى المُخْل الثانية عند النقطة التي تبعد مسافة 1 سم من يمين الذراع الأول حسب الرسم.
- تمثل هذه النقطة المذكورة أعلاه نقطة تأثير القوة في الذراع الثاني، وعليه تكون المسافة الأفقية بين نقطة التأثير ونقطة الارتكاز في الذراع الثاني 6 سم.
- المسافة 1 سم هي المسافة الأفقية بين نقطة الارتكاز ونقطة تسليم أو خرج القوة في الذراع الأول.
- المسافة 2 سم هي المسافة الأفقية بين نقطة الارتكاز ونقطة تسليم أو خرج القوة في الذراع الثاني.

## أمثلة

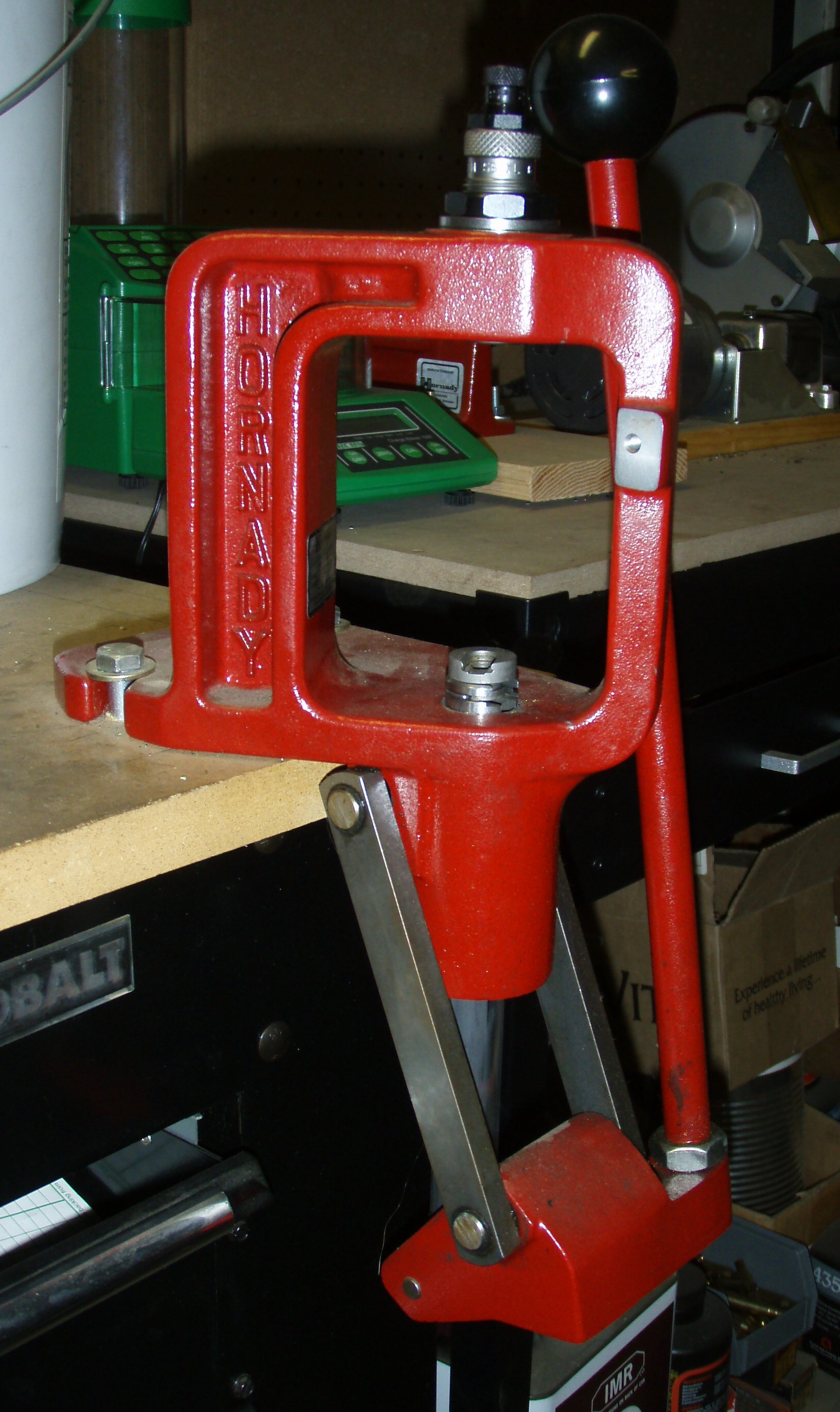
مكبس يدوي يستخدم مُخْل مركب، لتقليل القوة التي يجب على العامل بذلها وتقليل المساحة المطلوبة لتنفيذ المهمة.

تحوّل المُخْل المركب الحركة الصغيرة لمفتاح بيانو إلى حركة سريعة وقوية للمطرقة لتؤثر بها على الوتر.

تستخدم عدة تطبيقات مبدأ الروافع المركبة، مثل مكابح القطار والنوع الشائع من قصافات الأظافر. ومن الأمثلة أيضًا مكبس الكوع، والذي يستخدم في الطباعة والقولبة وكبس الرصاصات والعملات والميداليات ويستخدم أيضًا في ثقب الفتحات. كما تستخدم الموازين المركبة في وزن الأجسام الثقيلة. كافة الأمثلة السابقة تعتمد في عملها على تكبير القوة المدخلة لتحقيق أغراض محددة. فتعمل مكابح القطار على تكبير القوة الناتجة عن تحريك عصا المكابح لتنقلها إلى المكابح حول العجلات لتولد احتكاك يعمل على إبطاءها ومن ثم إيقاف القطار.
يمثل مفتاح البيانو أيضًا مُخْل مركب من النوع 1، حيث تنتقل القوة من إصبع العازف إلى المطرقة أعلى الوتر. فالغرض الرئيسي من هذه المُخْل الخاص هو تحويل الحركة الصغيرة التي يقوم بها العازف على المفتاح إلى حركة أكبر وأسرع على المطرقة أعلى الوتر.